# 거제 아주동 고분군
거제 아주동 고분군(巨濟 鵝州洞 古墳群)은 대한민국 경상남도 거제시 아주동에 있는, 청동기시대 고인돌과 신라의 무덤이 섞여 분포하고 있는 곳이다. 1997년 1월 30일 경상남도의 기념물 제161호로 지정되었다.

## 개요
청동기시대 고인돌과 신라의 무덤이 섞여 분포하고 있는 곳이다.
발굴조사 결과 총 유구의 수는 27기이며 그 중 16기는 BC 5∼6세기 청동기시대의 고인돌(지석묘)이고 나머지 유구는 신라시대 무덤이다. 대부분의 고인돌 유구는 2∼4매의 덮개돌이 남아 있고 덮개돌이 없는 유구는 경작으로 유실된 것으로 보인다. 유물은 민무늬토기(무문토기), 간석기(마제석기) 등이 있다. 신라시대 무덤은 대부분 앞트기식 돌방무덤(횡구식석실묘)으로서 주위에 묘를 보호하는 의미를 갖고 있는 둘레돌(호석)이 둘러져 있다.
거제 아주동무덤들은 청동기시대 고인돌과 신라의 무덤이 같은 장소에 있어 두 시기 무덤의 입지 조건이 같았음을 보이고 있기 때문에 거제지역 무덤 연구에 중요한 자료를 제공해 준다.

## 참고 문헌
- 거제아주동고분군 - 국가유산청 국가유산포털